# Efrem (Gamrekelidze)
Efrem, imię świeckie Dawit Gamrekelidze (ur. 24 października 1975 w Batumi) – gruziński duchowny prawosławny, od 2003 biskup Bolnisi.

## Życiorys
6 maja 1996 otrzymał święcenia diakonatu, a  6 kwietnia 1997 prezbiteratu. 31 grudnia 2006 otrzymał chirotonię biskupią. 6 września 2012 uzyskał godność arcybiskupa.